# Oliver Kapanen
Oliver Kapanen, född 29 juli 2003, är en svenskfödd finländsk professionell ishockeyforward som spelar för Montreal Canadiens i National Hockey League (NHL).
Han har tidigare spelat för Kalevan Pallo och Oulun Kärpät i Liiga och Joensuun Kiekko-Pojat och Iisalmen Peli-Karhut i Mestis.
Kapanen draftades av Montreal Canadiens i andra rundan i 2021 års draft som 64:e spelare totalt.
Han är son till Kimmo Kapanen; brorson till Sami Kapanen samt kusin till Kasperi Kapanen.

## Statistik
| 2020–2021     | Joensuun Kiekko-Pojat | Mestis        | 5   | 3  | 2  | 5  | 12 | —  | — | — | —  | —  |
| 2021–2022     | Kalevan Pallo         | Liiga         | 16  | 1  | 1  | 2  | 2  | —  | — | — | —  | —  |
|               | Oulun Kärpät          | Liiga         | 2   | 0  | 2  | 2  | 0  | —  | — | — | —  | —  |
|               | Iisalmen Peli-Karhut  | Mestis        | 8   | 1  | 3  | 4  | 2  | —  | — | — | —  | —  |
| 2022–2023     | Kalevan Pallo         | Liiga         | 55  | 12 | 15 | 27 | 28 | 7  | 0 | 1 | 1  | 6  |
| 2023–2024     | Kalevan Pallo         | Liiga         | 51  | 14 | 20 | 34 | 32 | 13 | 7 | 7 | 14 | 6  |
| 2024–2025     | Montreal Canadiens    | NHL           | 1   | 0  | 1  | 1  | 0  | —  | — | — | —  | —  |
| NHL totalt    | NHL totalt            | NHL totalt    | 1   | 0  | 1  | 1  | 0  | —  | — | — | —  | —  |
| Liiga totalt  | Liiga totalt          | Liiga totalt  | 124 | 27 | 38 | 65 | 62 | 20 | 7 | 8 | 15 | 12 |
| Mestis totalt | Mestis totalt         | Mestis totalt | 13  | 4  | 5  | 9  | 14 | —  | — | — | —  | —  |

### Internationellt
| Källa: Uppdaterad: 2024-10-10 | Källa: Uppdaterad: 2024-10-10 | Källa: Uppdaterad: 2024-10-10 |         | Utv = Utvisningsminuter | Utv = Utvisningsminuter | Utv = Utvisningsminuter | Utv = Utvisningsminuter | Utv = Utvisningsminuter |
| År                            | Lag                           | Mästerskap                    | Matcher | Mål                     | Assists                 | Poäng                   | Utv                     |                         |
| ----------------------------- | ----------------------------- | ----------------------------- | ------- | ----------------------- | ----------------------- | ----------------------- | ----------------------- | ----------------------- |
| 2021                          | Finland                       | U18-VM                        | 4       | 0                       | 0                       | 0                       | 2                       |                         |
| 2022                          | Finland                       | JVM                           | 7       | 1                       | 1                       | 2                       | 4                       |                         |
| 2023                          | Finland                       | JVM                           | 5       | 2                       | 1                       | 3                       | 0                       |                         |
| 2024                          | Finland                       | VM                            | 8       | 6                       | 0                       | 6                       | 4                       |                         |
| Junior totalt                 | Junior totalt                 | Junior totalt                 | 16      | 3                       | 2                       | 5                       | 6                       |                         |
| Senior totalt                 | Senior totalt                 | Senior totalt                 | 8       | 6                       | 0                       | 6                       | 4                       |                         |